# Jüdisches Museum Bologna

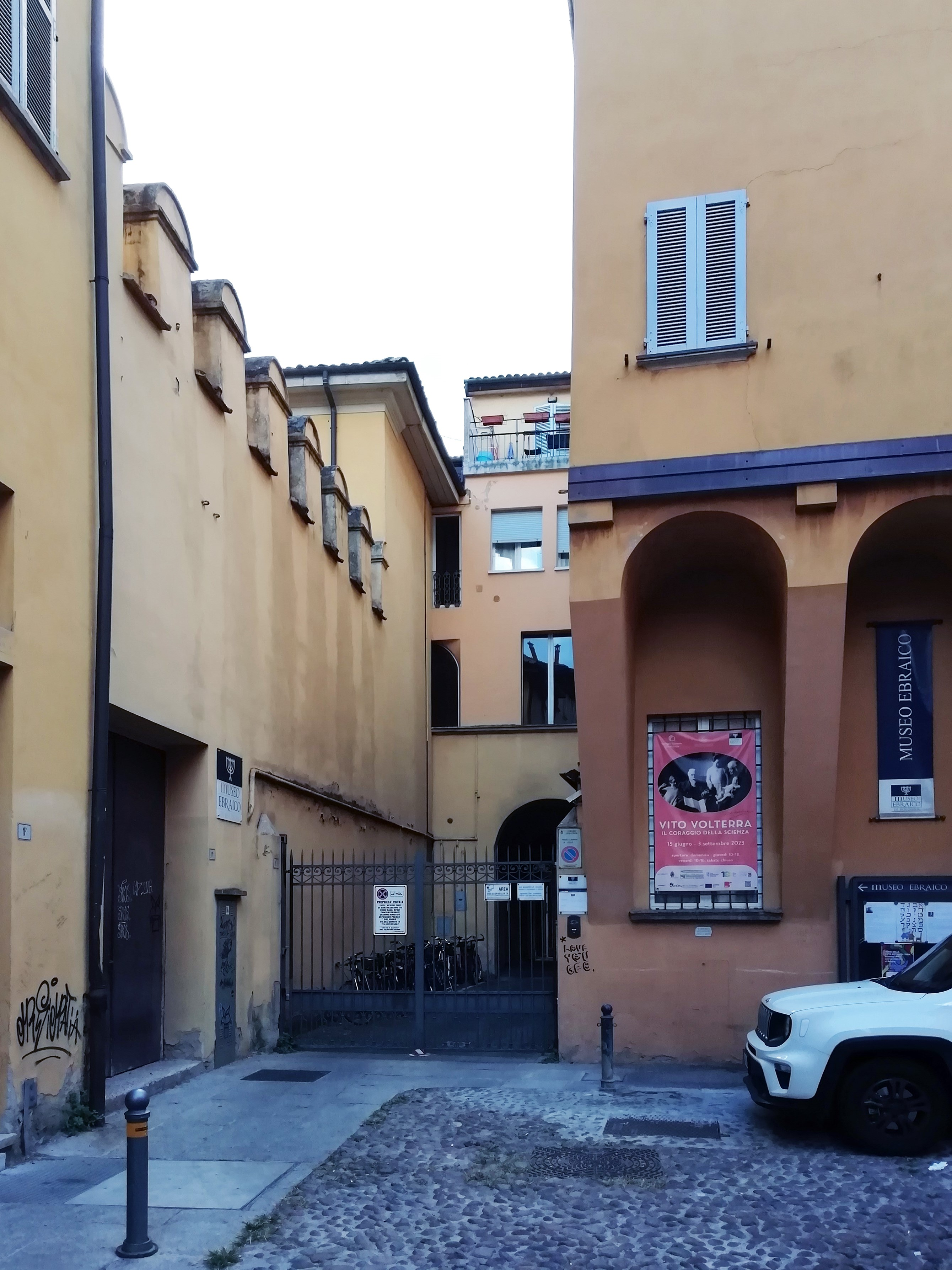
Jüdisches Museum Bologna

Das Jüdische Museum Bologna (italienisch Museo ebraico di Bologna) befindet sich in der via Valdonica 1/5 in Bologna, der Hauptstadt der italienischen Region Emilia-Romagna. Das Museum befindet sich unweit der Universität Bologna im ehemaligen Ghetto der Stadt.
Das Museum zur Geschichte der Juden in Bologna und der Region Emilia-Romagna wurde am 9. Mai 1999 im Palazzo Pannolini eröffnet. Den Besuchern wird ein grundlegendes Verständnis der jüdischen Lebensweise vermittelt. Die Ausstellung  basiert überwiegend auf Texten und Audiomaterialien in italienischer und englischer Sprache. Ein Teil der Ausstellung beschäftigt sich auch mit den Themen Holocaust und Antisemitismus und erinnert an die etwa 200 Juden der Region, hauptsächlich aus Bologna und Ferrara, die in Vernichtungslager deportiert und ermordet wurden. Ein kleiner Teil der Ausstellung schildert auch den Zionismus in Italien. Überdies zeigt das Museum wechselnde Sonderausstellungen.
Im Museum befindet sich ein Dokumentationszentrum mit Bibliothek, das von den Besuchern genutzt werden kann. Ein Buchladen ergänzt das Angebot.